# Convenção de Viena sobre Relações Diplomáticas
A Convenção de Viena sobre Relações Diplomáticas (CVRD)  é um tratado adotado em 18 de abril de 1961 pela Conferência das Nações Unidas sobre Relações e Imunidades Diplomáticas, que se reuniu no Palácio Imperial de Hofburg, em Viena, Áustria, de 2 de março a 14 de abril daquele ano. Representa um esforço bem-sucedido na codificação do ramo do direito internacional relativo aos direitos e deveres dos Estados na condução das relações diplomáticas entre si, regulando, inclusive, os privilégios e imunidades de que gozam os funcionários das missões diplomáticas.
A CVRD entrou em vigor em 24 de abril de 1964, nos termos do seu artigo 51º.
No Brasil ela foi recepcionada através do Decreto n.º 56.435, de 8 de junho de 1965. Portugal aderiu à convenção por meio do Decreto-Lei n.º 48.295, de 27 de março de 1968.